# Memphis MG32 (Tagima)
Memphis MG32 é um modelo de guitarra fabricada pela Tagima no Brasil em meados dos anos 90 (possivelmente 1996), após o Sr. Seizi Tagima vender a marca Tagima para a Marutec na mesma época. Trata de uma Strat-style (réplica da Fender Stratocaster). É o modelo mais famoso da marca.
A guitarra atualmente está em sua terceira geração. A primeira foi de 1996 a 2002, com o antigo logo da Memphis. A segunda tinha o headstock do bico de papagaio (até hoje), e o logo já havia se alterado, sendo fabricada de 2003 a 2013. De 2013 até hoje, a MG 32 teve sua reestilização, o corpo não tinha mais o shape idêntico ao de uma Fender, mas ao padrão da própria Tagima.

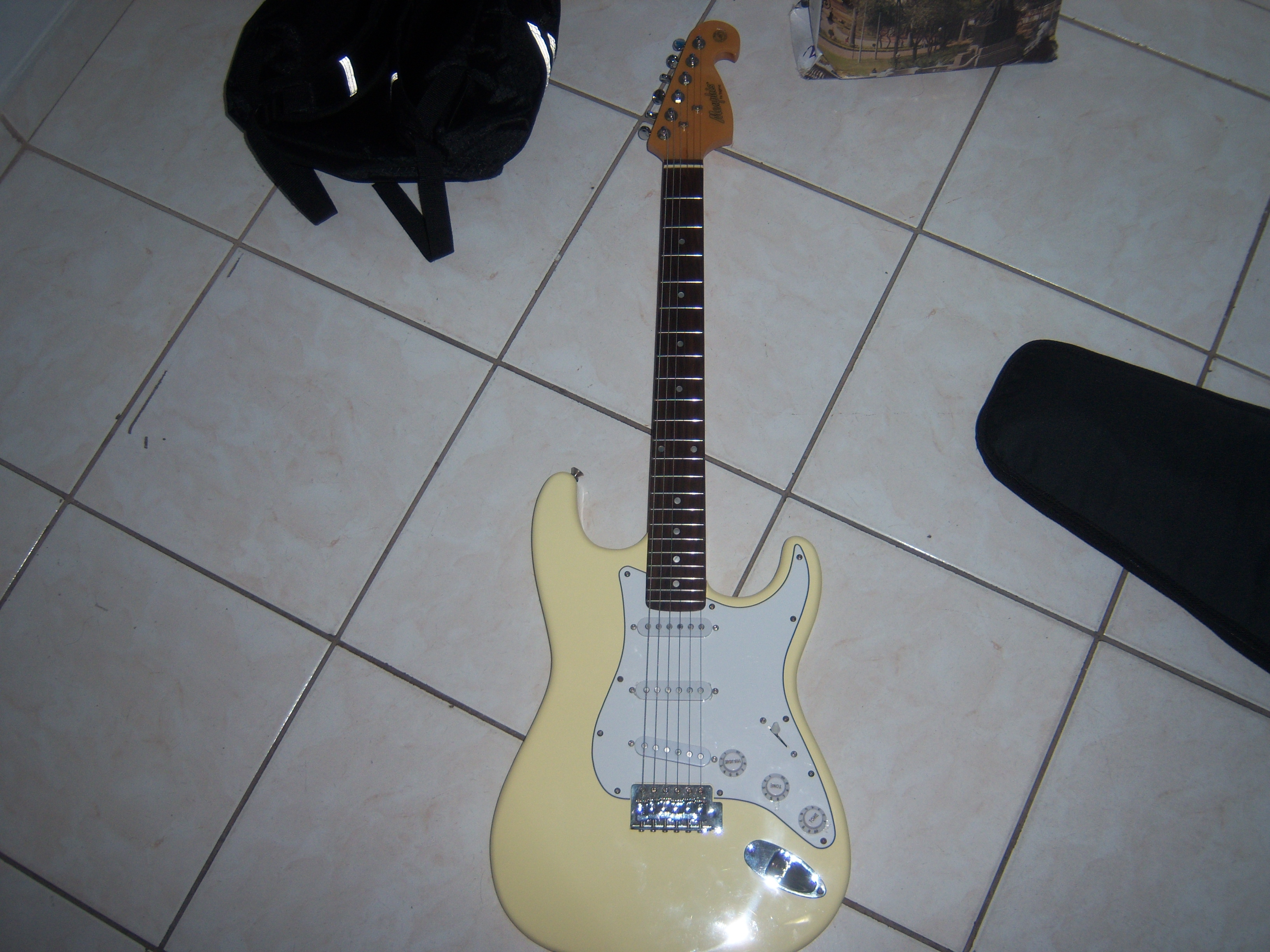
Foto de uma memphis MG32

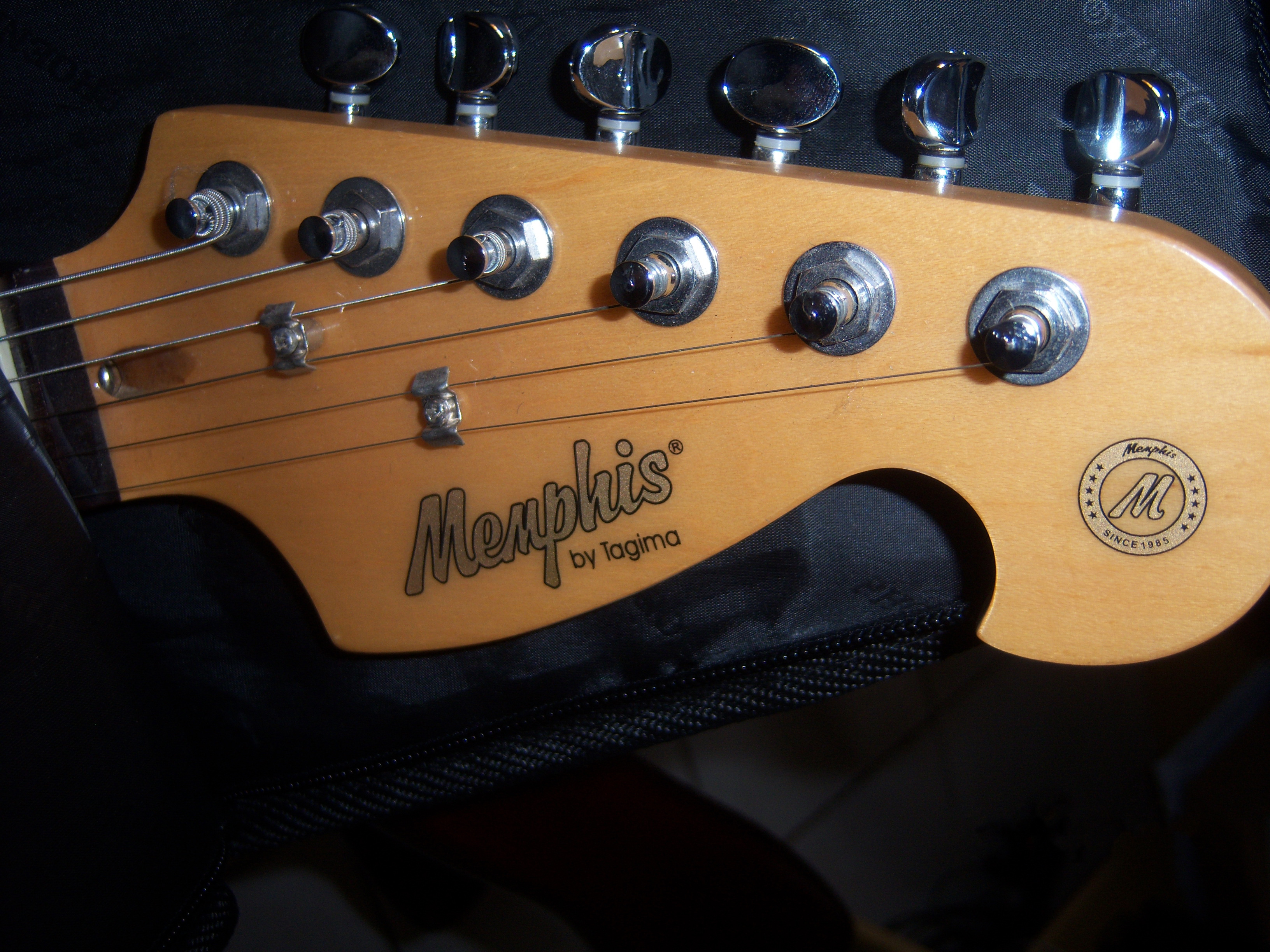

## Especificações
- Corpo: Basswood;
- Braço: Maple (Na antiga, o shape do braço era C, agora é D);
- Escala: Rosewood com 22 trastes médios;
- Nut (capo traste) / 43mm;
- Captadores: 3 Single Coils Cerâmicos;
- Controles: Chave seletora de 5 posições, 1 volume e 2 tonalidade;
- Ponte: Tremolo de 6 parafusos chinês;
- Tarraxas: Blindadas
- Cores/escudo: Preto, Amarelo Neon, (escudo, captadores e botões na cor preta) - Vermelho Metálico, Vermelho Vintage, Azul Vintage, Verde Vintage, (escudo mint green, captadores e botões na cor creme) - Azul Metálico, Creme, (escudo branco, captadores e botões na cor branca) - Pink, Branco, (escudo branco pérola, captadores e botões na cor branca) - Sunburst, (escudo tortoise, captadores e botões na cor branca)